# Ядьяха (приток Вэнтокойяхи)
Ядьяха (устар. Ядь-Яха) — река в России, протекает по территории Пуровского района Ямало-Ненецкого автономного округа. Устье реки находится в 65 км по правому берегу реки Вэнтокойяхи. Длина реки — 38 км.

## Данные водного реестра
По данным государственного водного реестра России относится к Нижнеобскому бассейновому округу, водохозяйственный участок реки — Пур, речной подбассейн реки — подбассейн отсутствует. Речной бассейн реки — Пур.